# Cidoimo
Cidoimo (greco antico: Κυδοιμός) era il dio o spirito (demone) greco del frastuono della battaglia, della confusione, del trambusto e del tumulto.
Era probabilmente uno dei Makhai, demoni della battaglia. Era virtualmente identico ad un'altra figura della mitologia greca, Homados (demone del rumore della battaglia).

## Derivazione del nome
- Nome greco: KudoimoV

Translitterato: Kydoimos
- Nome latino: Cydoemus

Translitterato: demone del frastuono della battaglia, confusione, trambusto e tumulto.